# Emmy (cantante noruega)
Emmy Kristine Guttulsrud Kristiansen, conocida simplemente como Emmy (Holmestrand, 13 de septiembre de 2000) es una cantautora noruega.

## Biografía
Creció en Sande en una familia de músicos y cuando era niña cantó en un coro llamado Soul Children. En 2015, participó en el concurso de canto infantil Melodi Grand Prix Junior transmitido por NRK, interpretando la canción Aiaiaiai, donde llegó a la superfinal.
En 2021, Emmy participó en el Melodi Grand Prix, la selección nacional de Noruega para el Festival de la Canción de Eurovisión 2021. Tras actuar en la tercera semifinal, se clasificó para la final con la canción Witch Woods, donde quedó en sexto lugar Como parte del Melodi Grand Prix 2024, Kristiansen coescribió la canción Woman Show de Mathilde SPZ, Chris Archer y Slam Dunk.
El 23 de enero de 2025, fue anunciada como una de los seis artistas que competirían en Eurosong, la final nacional irlandesa del Festival de la Canción de Eurovisión 2025, con la canción Laika Party. En la noche del 7 de febrero, encabezó la votación del jurado nacional y del televoto, logrando finalmente la victoria y convirtiéndose en la representante de Irlanda sobre el escenario de Eurovisión en Basilea.

## Discografía

### Sencillos
- 2015 – Aiaiaiai
- 2016 – Bjørnar
- 2016 – Frightened of Lightning
- 2018 – Jeg ser at du har ringt
- 2019 – The Little Boy
- 2019 – Er det du som har tatt den?
- 2020 – Gunnar
- 2020 – If Only
- 2021 – Witch Woods
- 2021 – Collection
- 2021 – Brilleskille (con Ole Hartz)
- 2021 – Some Say
- 2022 – Venus (Why Don’t We Run)
- 2022 – Juliet
- 2022 – Dear Sandman
- 2022 – Dear Santa
- 2023 – Just a Ghost
- 2023 – DotA (con J.O.X)
- 2023 – She
- 2023 – Haunting You
- 2024 – Vil ha dig (con Unge Lama)
- 2024 – Lose My Love
- 2024 – Dancing Alone
- 2024 – Om du var min (con J.O.X)
- 2024 – Ain’t Nobody (con Braaten)
- 2024 – The Hanging Tree (con Braaheim y Ilyaa)
- 2024 – Boten Anna (con J.O.X e Hubbe)
- 2024 – Behind Blue Eyes (con Braaheim y Ilyaa)
- 2024 – Say You Love Me (con Braaheim y Ilyaa)
- 2024 – Lie to Me
- 2024 – Monster
- 2024 – Left Outside Alone
- 2025 – Mom Is Home (con K-391 y Nick Strand)
- 2025 – Laika Party